# Annette Chappell
Annette Chappell (* 30. Juni 1929 in Liverpool; † 1996) war eine englische Tänzerin und Tanzpädagogin.

## Leben
Ihre Ausbildung erhielt sie bei der seit 1872 in England ansässigen und hier Ballett unterrichtenden spanischen Familie Espinosa. Von 1944 bis 1948 war sie Tänzerin im Ballett von Marie Rambert, dann trat sie von 1949 bis 1955 in Musicals auf. 1955 wurde Chappell Ballerina der Münchner Staatsoper, dann Pädagogin der angegliederten Schule. 1970 ging sie nach Stuttgart und unterrichtete seither an der John Cranko Schule.
Als Tänzerin ist sie unter anderem in dem 1956 erschienenen deutschen Spielfilm Rosen für Bettina zu sehen.